# Goldlake Group
Goldlake Group (ora Goldlake Italia Spa) è una primaria società mineraria italiana operante nell'estrazione di minerale di ferro e di oro etico.

## Profilo
Goldlake Group detiene concessioni minerarie in Honduras e in Argentina. I principali mercati di sbocco sono l'Europa per l'oro etico e la Cina per il minerale di ferro. La società nel 2013 è stata ammessa ad Elite di Borsa Italiana. Nell'aprile 2015 ottiene il certificato Elite. Nel luglio 2015 ottiene la certificazione "Chain of Custody" come prima miniera al mondo appartenente al Responsible Jewellery Council.

## Attività
Goldlake Group estrae minerale di ferro nella miniera di Agalteca in Honduras e oro etico nelle concessioni minerarie honduregne sul Rio Guayape. Il minerale di ferro è destinato in parte al mercato locale e per la maggior parte all'Estremo Oriente attraverso il Porto San Lorenzo sull'Oceano Pacifico. L'oro è invece destinato a Cartier che ne assorbe attualmente l'intera produzione.
Dal 2018 la Società è stata ammessa alla procedura di Concordato Preventivo Liquidatorio presso il Tribunale di Perugia.

## Presenza internazionale
La presenza internazionale di Goldlake si è più di recente allargata all'Argentina dove è in corso di sviluppo il progetto Soltera Mining, società quotata al Nasdaq, operante nella regione di Jujuy.